# José Rodrigues dos Santos
Pour les articles homonymes, voir José Rodrigues (homonymie), Rodrigues (homonymie) et dos Santos.
Œuvres principales
- “Spinoza, l’homme qui a tué Dieu”
- Codex 632 : le secret de Christophe Colomb
- La Formule de Dieu
- Furie divine
- L'Ultime Secret du Christ
- La Clé de Salomon
- Vaticanum
- Signe de vie
- Le Magicien d'Auschwitz
- Le Manuscrit de Birkenau
- Crónicas de guerra

José António Afonso Rodrigues dos Santos, né le 1er avril 1964 à Beira, au Mozambique portugais, est un journaliste et écrivain portugais, présentateur phare du Telejornal, le journal télévisé de la chaîne publique RTP1.
Il est connu pour avoir sa série de romans mettant en scène l'historien Tomás Noronha, et qui comprend notamment La Formule de Dieu (2006).

## Biographie

### Premières années en Afrique
Natif de Beira dans la province de Sofala du temps de l'Empire Colonial Portugais au Mozambique, il est le fils de José da Paz Brandão Rodrigues dos Santos (1930 - 1986), médecin, et de Maria Manuela de Campos Afonso Matos. Alors qu'il est encore bébé, à 18 mois, sa famille emménage à Tete, où il vivra jusqu'à l'âge de huit ans.

### Adolescence
À la suite de la séparation de ses parents, il part vivre à Lisbonne avec sa mère mais les difficultés financières de cette dernière l'obligent à repartir vivre avec son père à Penafiel, au nord du Portugal. Son père s'adaptant difficilement au Portugal, ils partent vivre à Macao. Il y crée un journal étudiant qui éveille l'intérêt des responsables d'une radio locale. Cela le conduira à être interviewé par une journaliste nouvellement arrivée à Macao, Judite de Sousa (actuellement journaliste pour la chaîne privée TVI). En 1981, âgé de 17 ans, José Rodrigues dos Santos commence sa carrière de journaliste au sein de Radio Macau.

### Carrière de journaliste
En 1983, il retourne au Portugal pour étudier la communication sociale à l'Université nouvelle de Lisbonne. Après avoir obtenu son diplôme, il demande un stage à la BBC (British Broadcasting Corporation), la célèbre chaîne de télévision britannique. La réponse est positive, mais il ne reçoit pas de bourse. Il utilise alors l'héritage de son père, décédé depuis, pour effectuer ce dernier durant trois mois.
Il retourne ensuite au Portugal, où il remporte deux distinctions : le prix de l'essai du Club de la presse portugaise en 1986 et le prix du mérite académique du Club américain de Lisbonne en 1987. Grâce à ces qualifications, il est invité par le BBC World Service à travailler à Londres, où il reste trois ans, jusqu'en 1990.
En 1991, il est passé à la présentation du quotidien Telejornal, le programme d'information le plus regardé de la RTP, qui est à l'antenne depuis quarante ans, et est devenu un collaborateur permanent de CNN (Cable News Network), le réseau d'information américain, de 1993 à 2002. Aujourd'hui, il continue à présenter Telejornal.
José Rodrigues dos Santos est titulaire d'un doctorat en sciences de la communication avec une thèse portant sur les reportages de guerre à l'Université nouvelle de Lisbonne, où il est également professeur.
Outre les prix déjà mentionnés, il a reçu le Grand prix du journalisme en 1994, décerné par le Club de la presse portugais. Au niveau international, il a remporté trois prix CNN : le Best News Breaking Story of the Year en 1994 pour son reportage "Huambo Battle", lié à la guerre d'Angola ; le Best News Story of the Year for the Sunday en 1998 pour son reportage "Albania Bunkers" ; et le Contributor Achievement Award - considéré comme le Pulitzer du journalisme télévisuel - en 2000 pour l'ensemble de son travail,

### Vie privée
Marié en 1988 avec Florbela Cardoso, il est le père de deux filles : Catarina Cardoso Rodrigues dos Santos et Inês Cardoso Rodrigues dos Santos.

### Accusations d'antisémitisme
Dans une interview pour l'émission télévisée Grande Entrevista en décembre 2020, Jose Rodrigues dos Santos déclare à propos de la Shoah : « C'était un processus graduel, et à un moment donné quelqu'un a dit : "Ils sont dans les ghettos ; ils meurent de faim ; nous ne pouvons pas les nourrir. Si c'est pour qu'ils meurent, ils pourraient aussi bien le faire de manière humaine. Et pourquoi pas le gaz ?". » La déclaration fut attaquée par des journalistes et des historiens, y compris des experts de la Shoah comme Irene Pimentel. Jose Rodrigues dos Santos répondit qu'à aucun moment il n'avait dit que le gazage des Juifs était « humain ».

## Œuvres

### Essais
- (pt) Comunicação, Difusão Cultural, 1992
- (pt) Crónicas de Guerra I - Da Crimeia a Dachau, Gradiva, 2001
- (pt) Crónicas de Guerra II - De Saigão a Bagdade, Gradiva, 2002
- (pt) A Verdade da Guerra, Gradiva, 2002
- (pt) Conversas de escritores, Gradiva, 2010

### Biographies
Série Calouste Gulbenkian
1. L'Homme de Constantinople, Éditions Hervé Chopin, 2019 ((pt) O Homem de Constantinopla, Gradiva  (ISBN 978-989-616-549-9)), 455 p.  (ISBN 978-235-720-458-4)
2. Un millionnaire à Lisbonne, Éditions Hervé Chopin, 2020 ((pt) Um Milionário em Lisboa, Gradiva  (ISBN 978-989-616-559-8)), trad. Catherine Leterrier, 599 p.  (ISBN 978-235-720-499-7)

Biographique familiale
- (pt) O Anjo Branco, Gradiva, 2020, 678 p.

### Œuvres de fiction

#### SérieTomás Noronha
1. (pt) O Codex 632, Lisbonne, Gradiva, janvier 2005, 552 p. (ISBN 978-989-616-072-2, présentation en ligne).
  - Codex 632 : le secret de Christophe Colomb [« O Codex 632 »] (trad. du portugais par Cindy Kapen), Bordeaux, Éditions Hervé Chopin, mai 2015 (1re éd. 2005), 384 p. (ISBN 978-2-35720-177-4, présentation en ligne).
  - id. (trad. du portugais), Paris, Pocket (Univers Poche) (no 16583), mai 2016 (1re éd. 2005), 448 p. (ISBN 978-2-266-26527-0, présentation en ligne).
2. (pt) A Fórmula de Deus, Lisbonne, Gradiva, janvier 2006, 576 p. (ISBN 978-989-616-139-2, présentation en ligne).
  - La Formule de Dieu [« A Fórmula de Deus »] (trad. du portugais par Carlos Batista), Bordeaux, Éditions Hervé Chopin, juin 2012 (1re éd. 2006), 576 p. (ISBN 978-2-35720-113-2, présentation en ligne).
  - id., Paris, Pocket (Univers Poche) (no 15482), mai 2013 (1re éd. 2006), 717 p. (ISBN 978-2-266-23656-0, présentation en ligne).
3. (pt) O Sétimo Selo [« Le Septième Sceau »], Lisbonne, Gradiva, janvier 2007, 504 p. (ISBN 978-989-616-208-5, présentation en ligne).Pas de traduction en français du roman actuellement.
4. (pt) Fúria Divina, Lisbonne, Gradiva, janvier 2009 (ISBN 978-989-616-338-9, présentation en ligne).
  - Furie divine [« Fúria Divina »] (trad. du portugais par Adelino Pereira), Bordeaux, Éditions Hervé Chopin, mai 2016 (1re éd. 2009), 544 p. (ISBN 978-2-35720-256-6, présentation en ligne).
  - id., Paris, Pocket (Univers Poche) (no 17424), mai 2019 (1re éd. 2009), 832 p. (ISBN 978-2-266-29138-5, présentation en ligne).
5. (pt) O Último Segredo, Lisbonne, Gradiva, janvier 2011, 564 p. (ISBN 978-989-616-446-1, présentation en ligne).
  - L'Ultime Secret du Christ [« O Último Segredo »] (trad. du portugais par Carlos Batista), Bordeaux, Éditions Hervé Chopin, mai 2013 (1re éd. 2011), 496 p. (ISBN 978-2-35720-134-7, présentation en ligne).
  - id., Paris, Pocket (Univers Poche) (no 15808), mai 2016 (1re éd. 2011), 576 p. (ISBN 978-2-266-24548-7, présentation en ligne).
6. (pt) A Mão do Diabo [« La Main du diable »], Lisbonne, Gradiva, janvier 2012, 592 p. (ISBN 978-989-616-494-2, présentation en ligne).Pas de traduction en français du roman actuellement.
7. (pt) A Chave de Salomão, Lisbonne, Gradiva, janvier 2014, 624 p. (ISBN 978-989-616-602-1, présentation en ligne).
  - La Clé de Salomon [« A Chave de Salomão »] (trad. du portugais par Adelino Pereira et Cécile Gassan), Bordeaux, Éditions Hervé Chopin, avril 2014 (1re éd. 2014), 512 p. (ISBN 978-2-35720-176-7, présentation en ligne).
  - id., Paris, Pocket (Univers Poche) (no 16228), avril 2015 (1re éd. 2014), 608 p. (ISBN 978-2-266-25429-8, présentation en ligne).Roman présenté comme la suite de La Formule de Dieu[1].
8. (pt) Vaticanum, Lisbonne, Gradiva, janvier 2016, 608 p. (ISBN 978-989-616-733-2, présentation en ligne).
  - Vaticanum [« Vaticanum »] (trad. du portugais par Adelino Pereira), Bordeaux, Éditions Hervé Chopin, avril 2017 (1re éd. 2016), 637 p. (ISBN 978-2-35720-334-1, présentation en ligne).
  - id., Paris, Pocket (Univers Poche) (no 17180), avril 2018 (1re éd. 2016), 744 p. (ISBN 978-2-266-28251-2, présentation en ligne).
9. (pt) Sinal de Vida, Lisbonne, Gradiva, novembre 2017, 656 p. (ISBN 978-989-616-783-7, présentation en ligne).
  - Signe de vie [« Sinal de Vida »] (trad. du portugais par Adelino Pereira), Bordeaux, Éditions Hervé Chopin, mai 2018 (1re éd. 2017), 704 p. (ISBN 978-2-35720-374-7, présentation en ligne).
  - id., Paris, Pocket (Univers Poche) (no 17424), mai 2019 (1re éd. 2017), 832 p. (ISBN 978-2-266-29138-5, présentation en ligne).
10. (pt) Imortal, Lisbonne, Gradiva, octobre 2019, 512 p. (ISBN 978-989-616-917-6, présentation en ligne).
  - Immortel [« Imortal »] (trad. du portugais par Adelino Pereira), Bordeaux, Éditions Hervé Chopin, septembre 2020 (1re éd. 2019), 560 p. (ISBN 978-2-35720-519-2, présentation en ligne).
  - id., Paris, Pocket (Univers Poche) (no 17424), octobre 2021 (1re éd. 2019), 656 p. (ISBN 978-2-266-31628-6, présentation en ligne).
11. (pt) O Jardim dos Animais com Alma [« Le Jardin des animaux de l'âme »], Lisbonne, Gradiva, octobre 2021, 504 p. (ISBN 978-989-785-092-9, présentation en ligne).
  - Âmes animales [« O Jardim dos Animais com Alma »] (trad. du portugais par Catherine Leterrier), Bordeaux, Éditions Hervé Chopin, mai 2022 (1re éd. 2022), 576 p. (ISBN 978-235-720-671-7, présentation en ligne).
12. (pt) A Mulher do Dragão Vermelho [« La Femme au dragon rouge »], Lisbonne, Planeta, octobre 2022, 576 p. (ISBN 9789897776168).
  - La Femme au dragon rouge [« A Mulher do Dragão Vermelho »] (trad. du portugais par Catherine Leterrier), Bordeaux, Éditions Hervé Chopin, mai 2023 (1re éd. 2023), 624 p. (ISBN 978-2-35720-710-3).
13. (pt) O Protocolo Caos [« Protocole Chaos »], Lisbonne, Planeta, octobre 2024, 624 p. (ISBN 9789897779336).
  - Protocole Chaos [« O Protocolo Caos »] (trad. du portugais par Catherine Leterrier), Bordeaux, Éditions Hervé Chopin, mai 2025 (1re éd. 2025), 640 p. (ISBN 978-2-35720-870-4).

#### Série Francisco Latino
1. Le Magicien d'Auschwitz, Hervé Chopin Editions, 2021 (O Mágico de Auschwitz, Gradiva, 2008), trad. Adelino Pereira, 448 p.  (ISBN 9782357205963)
2. Le Manuscrit de Birkenau, Hervé Chopin Editions, 2021 (O Manuscrito de Birkenau, Gradiva, 2020), trad. Adelino Pereira, 464 p.  (ISBN 9782357206076)

#### Autres
- Oubliés, Éditions Hervé Chopin, 2024 ((pt) A Filha do Capitão, Gradiva, 2004  (ISBN 978-972-662-994-8)), trad. Catherine Leterrier, 576 p.  (ISBN 9782357207844)

- (pt) A Ilha das Trevas, Gradiva, 2007

- (pt) O Anjo Branco, Gradiva, 2008

- (pt) A Vida Num Sopro, Gradiva, 2008

- Spinoza, l'homme qui a tué Dieu, Éditions Hervé Chopin, 2023 ((pt) O Segredo de Espinosa, Planeta, 2023), trad. Catherine Leterrier, 570 p.  (ISBN 9782357207141)

### Hors fiction
- (pt) A Última Entrevista de José Saramago, Vermelho Marinho, 2010

## Récompenses
- Prix du club littéraire de Porto (2009)